# Ore City
Ore City is een plaats (city) in de Amerikaanse staat Texas, en valt bestuurlijk gezien onder Upshur County.

## Demografie
Bij de volkstelling in 2000 werd het aantal inwoners vastgesteld op 1106.
In 2006 is het aantal inwoners door het United States Census Bureau geschat op 1161, een stijging van 55 (5,0%).

## Geografie
Volgens het United States Census Bureau beslaat de plaats een oppervlakte van
5,8 km², geheel bestaande uit land. Ore City ligt op ongeveer 100 m boven zeeniveau.

## Plaatsen in de nabije omgeving
De onderstaande figuur toont nabijgelegen plaatsen in een straal van 28 km rond Ore City.